# Prix Yvan-Loiseau
Le prix Yvan-Loiseau, de la fondation du même nom, est un ancien prix annuel de l'Académie française, créé en 1982 et « destiné à récompenser un ouvrage d’histoire ».
Ivan Loiseau (1892-1981) est un historien et philosophe, spécialiste du XVIIIe siècle, honoré par l'Académie française du prix Broquette-Gonin de littérature en 1963 et 1973, du prix Albéric Rocheron en 1966 et du prix Thérouanne en 1981.

## Liste des lauréats
- 1984 : Robert Fossier, Le Moyen-âge
- 1985 : 
  - Daniel Dessert, Argent, Pouvoir et Société au Grand Siècle
  - Jean Guilaine, Histoire de Carcassonne
- 1986 : 
  - Nadine-Josette Chaline, Des catholiques normands, sous la troisième République, crises-combats-renouveaux
  - Bernard Chevalier (1923-2019), Histoire de Tours
- 1987 : 
  - Guillaume de Bertier de Sauvigny, Metternich
  - Louis Dulieu,La Médecine à Montpellier
- 1988 : Pierre de La Condamine, France-Angleterre, le grand corps à corps maritime
- 1989 : Dirk Van der Cruysse, Madame Palatine : princesse européenne